# Campeonato Europeo de Curling Masculino de 2010
El XXXVI Campeonato Europeo de Curling Masculino se celebró en Champéry (Suiza) entre el 4 y el 11 de diciembre de 2010 bajo la organización de la Federación Mundial de Curling (WCF) y la Federación Suiza de Curling.
Las competiciones se realizaron en la Palladium de Champéry.

## Tabla de posiciones
| Pos | Equipo          | G | P | G–P |
| --- | --------------- | - | - | --- |
| 1   | Suiza           | 7 | 2 | 2–0 |
| 2   | Noruega         | 7 | 2 | 1–1 |
| 3   | Alemania        | 7 | 2 | 0–2 |
| 4   | Dinamarca       | 6 | 3 | –   |
| 5   | Escocia         | 5 | 4 | 1–0 |
| 6   | Suecia          | 5 | 4 | 0–  |
| 7   | República Checa | 3 | 6 | 1–0 |
| 8   | Francia         | 3 | 6 | 0–1 |
| 9   | Rusia           | 1 | 8 | 1–0 |
| 10  | Países Bajos    | 1 | 8 | 0–1 |

## Cuadro final
|  | Clasif. a semifinal | Clasif. a semifinal | Clasif. a semifinal |  |  | Semifinal | Semifinal |  |              | Final        | Final |
|  |                     |                     |                     |  |  |           |           |  |              |              |       |
|  | 1                   | Suiza               | 4                   |  |  |           |           |  |              |              |       |
|  | 2                   | Noruega             | 5                   |  |  |           |           |  |              | Noruega      | 5     |
|  |                     |                     |                     |  |  | Suiza     | 7         |  | Dinamarca    | 3            |       |
|  |                     | Dinamarca           | 9                   |  |  |           |           |  |              |              |       |
|  | 3                   | Alemania            | 5                   |  |  |           |           |  | Tercer lugar | Tercer lugar |       |
|  | 4                   | Dinamarca           | 10                  |  |  |           |           |  |              |              |       |
|  |                     |                     |                     |  |  |           |           |  |              | Suiza        | 7     |
|  |                     |                     |                     |  |  |           |           |  |              | Alemania     | 4     |

## Medallistas
| Evento | Oro                                                                                                 | Plata                                                                                 | Bronce                                                                                      |
| ------ | --------------------------------------------------------------------------------------------------- | ------------------------------------------------------------------------------------- | ------------------------------------------------------------------------------------------- |
| Equipo | Noruega · Thomas Ulsrud · Torger Nergård · Christoffer Svae · Håvard Vad Petersson · Markus Høiberg | Dinamarca Rasmus Stjerne Mikkel Krause Mikkel Poulsen Troels Harry Johnny Frederiksen | Suiza · Christof Schwaller · Marco Ramstein · Robert Hürlimann · Urs Eichhorn · Toni Müller |